# Dicranota astigma
Dicranota (Dicranota) astigma là một loài ruồi trong họ Pediciidae. Chúng phân bố ở vùng sinh thái Nearctic.